# 絶海の嵐
『絶海の嵐』（ぜっかいのあらし、原題・英語: Reap the Wild Wind）は、1941年に撮影され、翌1942年に完成・公開されたアメリカ合衆国の映画である。セシル・B・デミルが製作・監督、レイ・ミランドとジョン・ウェイン、ポーレット・ゴダードらが出演した。テクニカラー撮影が行われている。

## キャスト
- スティーブン・トリヴァー（海運会社顧問弁護士）：レイ・ミランド（吹替：中田浩二）
- ジャック・スチュアート（同船長）：ジョン・ウェイン（吹替：小林昭二）
- ロキシー・クレイボーン（キーウエストのサルベージ会社令嬢）：ポーレット・ゴダード
- キング・カトラー（ロキシーの商売敵サルベージ会社顧問弁護士；実質経営者）：レイモンド・マッセイ
- ダン・カトラー（キングの弟）：ロバート・プレストン
- ドルシラ（ロキシーの従妹でダンの恋人）：スーザン・ヘイワード
- 捕鯨船人身売買奴隷商人：チャールズ・ビックフォード
- ヘンリエッタ（ロキシーの叔母）：ヘッダ・ホッパー
- ラボック：ヴィクター・ヴァルコニ

※日本語吹替：初回放送1971年11月19日『ゴールデン洋画劇場』

## スタッフ
- 監督/製作：セシル・B・デミル
- 音楽：ヴィクター・ヤング
- 撮影監督：ヴィクター・ミルナー、ウィリアム・V・スコール
- 編集：アン・ボーチェンズ
- 美術：ハンス・ドライアー、ローランド・アンダーソン
- 衣裳：ナタリー・ヴィサート
- 録音：ジョン・コープ、ハリー・リンドグレン

## アカデミー賞受賞・ノミネーション
- 受賞
  - 特殊効果賞
- ノミネーション
  - 撮影賞（カラー）：ヴィクター・ミルナー、ウィリアム・V・スコール
  - 美術監督・装置賞：ハンス・ドライアー、ローランド・アンダーソン